# Carl Schuricht
Carl Adolph Schuricht (ur. 3 lipca 1880 w Gdańsku, zm. 7 stycznia 1967 w Corseaux-sur-Vevey) – niemiecki dyrygent.

## Życiorys
Był synem organmistrza i pianistki. Podstawy edukacji muzycznej otrzymał w domu rodzinnym. Po przedwczesnej śmierci ojca wychowywał się w Wiesbaden. W latach 1901–1903 studiował w Hochschule für Musik w Berlinie u Engelberta Humperdincka i Ernsta Rudorffa. Później był uczniem Maxa Regera w Lipsku. Debiutował jako dyrygent w Moguncji, następnie działał w Dortmundzie i Frankfurcie nad Menem. Od 1912 do 1944 roku przebywał w Wiesbaden, od 1922 roku był generalnym dyrektorem muzycznym miasta. Dyrygował orkiestrami radiowymi w Lipsku (1931–1933) i Frankfurcie nad Menem (1937–1944). W latach 1930–1939 prowadził letnie koncerty w holenderskim Scheveningen. Od 1942 do 1944 roku gościnnie dyrygował filharmonią w Dreźnie.
W 1944 roku na skutek konfliktu z władzami nazistowskimi uciekł do Szwajcarii. W okresie powojennym współpracował z BBC Symphony Orchestra, London Symphony Orchestra, Wiener Philharmoniker oraz orkiestrami radiowymi w Stuttgarcie i Hamburgu. W 1956 roku wspólnie z Wiener Philharmoniker odbył tournée po Stanach Zjednoczonych.
Zasłynął jako interpretator utworów symfonicznych klasyków wiedeńskich, Brucknera i Mahlera, a także dzieł takich twórców jak Debussy, Ravel, Schönberg i Strawinski. Dokonał licznych nagrań płytowych m.in. dla EMI, Deutsche Grammophon i Philips Records. Zajmował się także komponowaniem, napisał kilka utworów orkiestrowych i fortepianowych oraz pieśni.
Był odznaczony holenderskim Krzyżem Komandorskim Orderu Oranje-Nassau (1938) i hiszpańskim Krzyżem Wielkim Orderu Cywilnego Alfonsa X Mądrego (1964).